# 運命のイタズラ〜私たちは友達になれない
『運命のイタズラ〜私たちは友達になれない』（うんめいのイタズラ〜わたしたちはともだちになれない、原題：我們不能是朋友）は台湾のテレビドラマ。
2019年5月31日から2019年8月23日まで台湾の台視で放送された。日本では2021年4月8日からホームドラマチャンネルで放送された
。全22話。

## あらすじ
ジョウ・ウェイウェイ（周惟惟）は、恋人リー・ハオイー（黎皓一）の節約と人生設計を窮屈に感じながらも一緒に実行していた。
偶然ウェイウェイの手帳を拾ったチュー・コーファン（褚克桓）は、ウェイウェイに興味を持つ。
はじめは相手にしないウェイウェイだが、ハオイーが一人で人生設計を何度も変更し二人の間に溝ができ、ウェイウェイとコーファンは距離を縮める。

## キャスト
| 役名                            | 俳優名                             | 役柄                                                                         |
| ------------------------------- | ---------------------------------- | ---------------------------------------------------------------------------- |
| チュー・コーファン （褚克桓）   | 劉以豪 （ジャスパー・リウ）        | 国信証券のトレーダー。ウェイウェイの手帳を見て興味を持つ                     |
| ジョウ・ウェイウェイ （周惟惟） | 郭雪芙 （パフ・クオ、Dream Girls） | 華莱技術のプロジェクトマネージャー。恋人ハオイーの人生設計に合わせている     |
| リー・ハオイー （黎皓一）       | 孫其君 （スティーブン・スン）      | 華莱技術の技術部門勤務。ウェイウェイと3年付き合い、人生設計を実行している    |
| ガオ・ヅーユエン （高子媛）     | 夏若妍 （ニータ・レイ）            | ウェイウェイの大学時代の同級生。コーファンの恋人                             |
| ハン・コーフェイ （韓可菲）     | 袁艾菲 （ユアン・アイフェイ）      | 華莱技術のマーケティング部門勤務。ウェイウェイの同僚でルームメイト、性に奔放 |
| イエン・バイヤン （顏百洋）     | 陳慕 （ダニエル・チェン）          | コーファンの後輩。コーフェイを好きだが相手にされていない                     |
| リウ・ダーウェイ （劉大衛）     | 李沛勳 （レオ・リー）              | 華莱技術の研究開発部門勤務。ウェイウェイと犬猿の仲                           |
| マイ・ルオユン （麥若雲）       | 劉品言 （エスター・リウ、Sweety）  | ワンペース CEO                                                               |
| ワン・メイリン （王美玲）       | 何紫妍 （ホー・ズーイェン）        | ウェイウェイの後輩                                                           |
| ガオ・ヅーティン （高子婷）     | 陳妤 （チェン・ユー）              | ヅーユエンの妹。姉と違い現実的                                               |
| リー・ジンフイ （黎晉輝）       | 卜學亮 （ブライト・プー）          | ハオイーの父                                                                 |
| ジェシカ （Jessica）            | 巴鈺 （バーユー）                  | 短気なウェイウェイの上司                                                     |

## スタッフ
- 監督 – 馮凱（フォン・カイ）

## 主題歌
オープニングテーマ
- 『退讓』

歌 - 曾昱嘉（ツォン・ユージア）
エンディングテーマ
- 『我比從前想你了』

歌 - 畢書盡 （ビー・シュージン）

## 日本国内放送局
| 放送地域 | 放送局                 | 放送期間       | 放送日時                     | 放送系列 |
| -------- | ---------------------- | -------------- | ---------------------------- | -------- |
| 日本全域 | ホームドラマチャンネル | 2021年4月8日 - | 毎週木曜 26時00分 - 27時00分 | CS放送   |